# Toni Gardemeister
Toni Gardemeister (* 31. März 1975 in Kouvola) ist ein finnischer Rallyefahrer.

## Karriere
Ab 1998 fuhr Gardemeister in der Rallye-Weltmeisterschaft. 2001 fuhr er seine erste komplette Saison in einem Peugeot 206. Von 2002 bis 2004 startete er für Škoda und holte einige Punkte. Für die Saison 2005 wechselte er zu Ford und war nach der Rallye Schweden kurzzeitig WM-Spitzenreiter. Ford-Teamchef Malcolm Wilson verpflichtete für 2006 die Finnen Marcus Grönholm und Mikko Hirvonen. Dadurch musste sich Gardemeister ein anderes Cockpit suchen. 2006 und 2007 fuhr er einige Rallyes für das Astra-Team auf einem Citroën Xsara. Für die Saison 2008 wechselte er zum neu gegründeten Suzuki World Rally Team. 2011 startete Gardemeister in der Intercontinental Rally Challenge. 
Einen Weltmeisterschaftslauf konnte Gardemeister in seiner Karriere nicht gewinnen.